# وانغ لي (دراجة)
وانغ لي (بالصينية: 王莉) هي دراجة صينية، ولدت في 4 ديسمبر 1962.

## وصلات خارجية
- وانغ لي على موقع إحصائيات الدراجات الإحترافية (الإنجليزية)
- وانغ لي على موقع أوليمبيديا (الإنجليزية)